# スペインの戦車

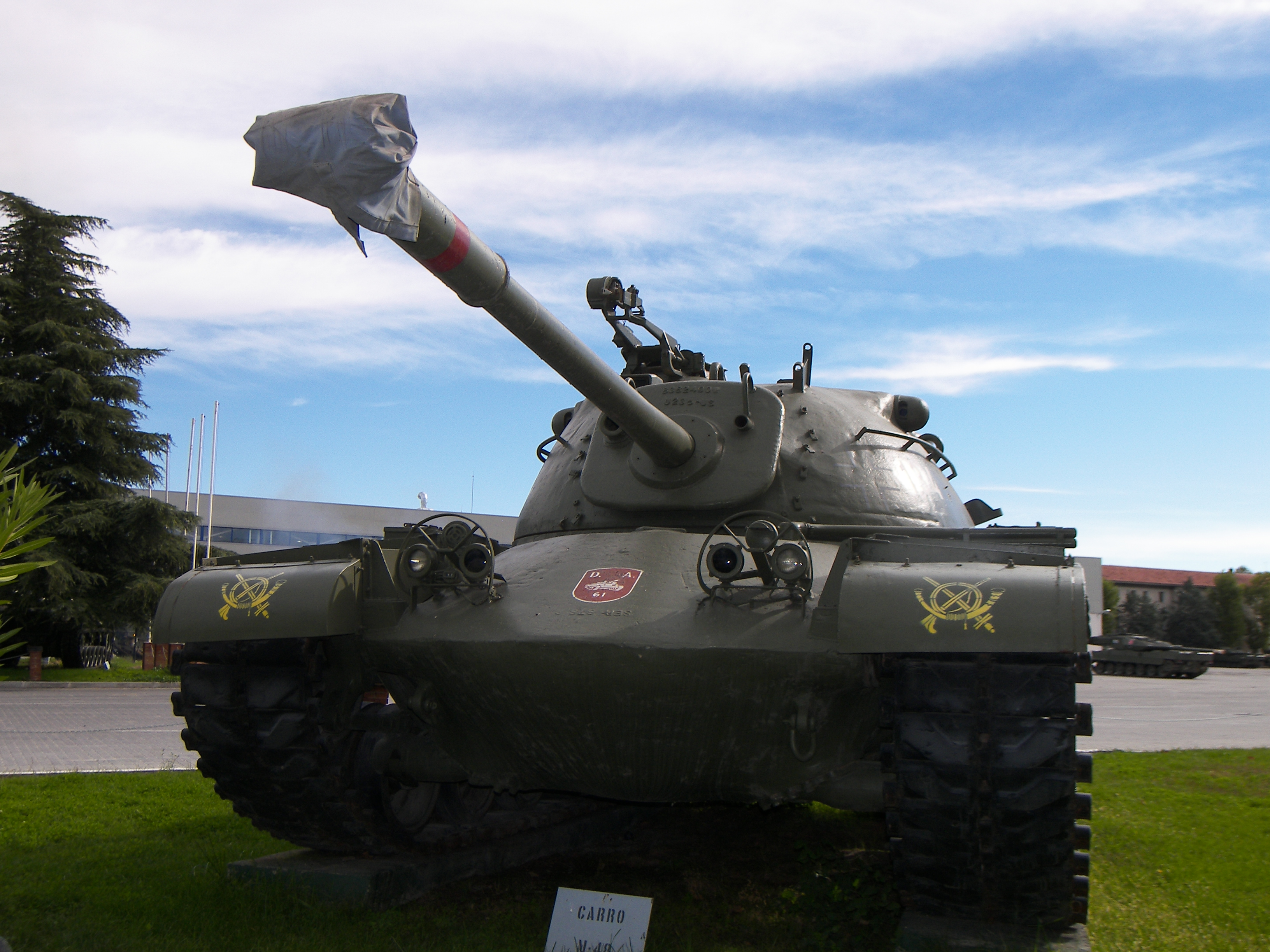
2007年10月にエルゴロソ装甲車博物館で展示されていたスペイン軍のM48パットン戦車。

スペイン軍の戦車は、1919年に納入されたフランスのルノーFT-17から、21世紀初頭のレオパルト 2やチェンタウロまで、90年以上の歴史がある。 ルノーFTはリーフ戦争中に戦闘に参加し、 アル・ホセイマで史上初の戦車を搭載した水陸両用上陸作戦に参加した。 1925年、スペイン陸軍はルノーFTをベースにしたトルビアA4と呼ばれる戦車を開発、生産する計画を開始した。 プロトタイプはテスト中にうまく機能したが、大量生産には至らなかった。 また、 イタリアのFIAT3000で実験を行い、1925年に1両の戦車を得て、ランデサと呼ばれる先住民の戦車開発計画を開始した。 しかし、これらはいずれも主要な計画には発展せず、その結果、FTはスペイン内戦が始まるまで、スペイン陸軍で最も重要な戦車となった。 
1936年7月から1939年4月の間に、スペイン内戦の間に、2つの対抗する軍隊が外国勢力から大量の戦車を受け取った。 スペインの第2共和国はソビエト連邦から戦車を受け取った。その多くはナショナリストによって捕らえられ、元のマスターに反撃したが、ナショナリストはドイツ人とイタリア人によって援助された。 スペイン内戦は、最終的には第二次世界大戦に参加する国々の実験の根拠だったが、機械化された戦争の証明に関して決定的なものではなかった。 ソビエト、ドイツ、イタリアのアドバイザーと兵士が新しく考案した機械化理論を使用しようとしたにもかかわらず、高品質の乗組員と戦車が不足しており、戦車の数が不十分なため、戦車自体の有用性について悪い印象を与えた。 

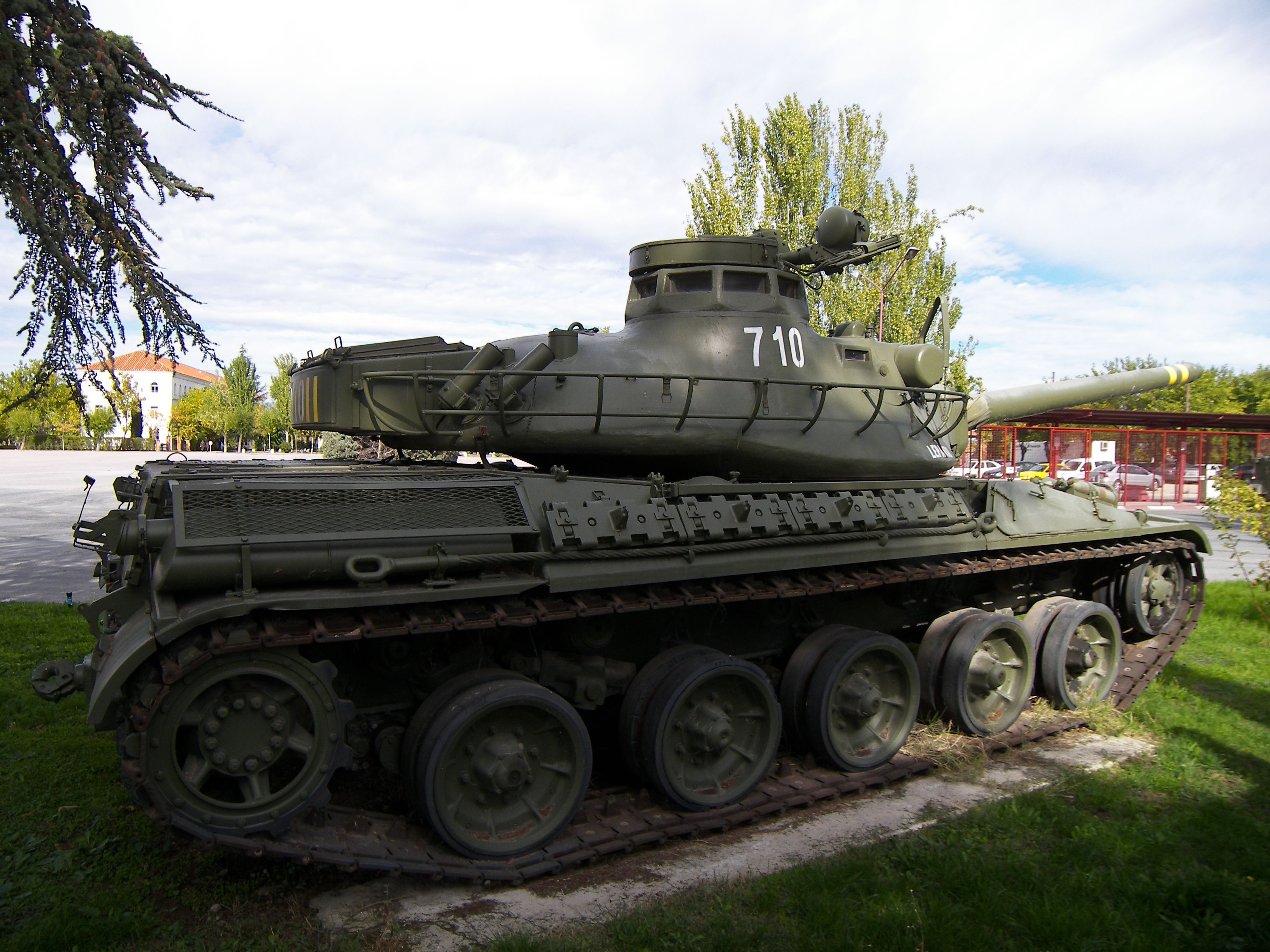
展示されているAMX-30E戦車